# Štiavnické vrchy
Štiavnické vrchy jsou geomorfologický celek na Slovensku. Jsou součástí subprovincie Vnitřní Západní Karpaty a oblasti Slovenské středohoří.

## Poloha
Na severu sousedí s Kremnickými vrchy, na východě s Pliešovskou kotlinou a Krupinskou planinou, na jihu s Ipeľskou pahorkatinou a na západě s Pohronským Inovcem, Vtáčnikem a Žiárskou kotlinou.

## Geografie
Pohoří se člení na části:
- Skalka na východě
- Sitnianska vrchovina v centrální části
- Sitnianske predhorie na jihu
- Kozmálovské vŕšky na jihozápadě
- Hodrušská hornatina na západě.

Mezi nimi sa nacházejí erozní sníženiny:
- Vyhnianska brázda
- Štiavnická brázda
- Prenčovská kotlina.

Nejvyšší vrchol je Sitno (1009,2 m n. m.), seznam všech vrcholů s výškou nad 800 metrů ukazuje Seznam vrcholů v Štiavnických vrších.

## Geologie
Štiavnické vrchy jsou sopečné pohoří, řazené k neovulkanitům. Je tvořené andezity, ryolity a tufy. Území je mimořádně bohaté na výskyt minerálů (140 druhů a odrůd).